# Infurcitinea ochridella
Infurcitinea ochridella är en fjärilsart som beskrevs av Petersen 1962. Infurcitinea ochridella ingår i släktet Infurcitinea och familjen äkta malar.
Artens utbredningsområde är Nordmakedonien. Inga underarter finns listade i Catalogue of Life.